# Erlensee (Böhringen)
Der Erlensee ist ein etwa hektargroßer See im Gemeindegebiet von Dietingen im baden-württembergischen Landkreis Rottweil.

## Lage und Beschreibung
Der Erlensee ist etwa 1,8 km südlich von der Ortsmitte des Dietinger Dorfes Böhringen entfernt. Er liegt am Südrand von dessen Teilortsgemarkung nahe am zugehörigen Wohnplatz Kapellenhof am rechten Ufer des Schwarzenbachs, der dort gerade für ein nur noch kurzes Stück seines Weges von westlichem auf nordwestlichen Lauf knickt. Naturräumlich gehören See und weite Umgebung zum Unterraum Oberndorfer Gäuplatten der zu den Oberen Gäuen rechnenden Gäuplatten am oberen Neckar. Der See liegt auf dem dort noch weiten, mit Auenlehmen gefüllten Talgrund des Schwarzenbachs; an den Hangfüßen streicht talaufwärts Gipskeuper (Grabfeld-Formation) aus und talabwärts der in Ablagerungsfolge unter diesem liegende Lettenkeuper (Erfurt-Formation).
Der Erlensee bedeckt eine Fläche von 1,0 ha, ist etwa 150 Meter lang und 120 Meter breit und liegt auf etwa 547 m ü. NHN. Er hat zwei kleine Inseln und einen deutlich kleineren Nebenteich im Nordosten. Am dortigen Ufer ragt eine Landungsbrücke in ihn, unweit von der auch ein Gebäude auf dem von Bäumen gesäumten umgebenden Grünland-Grundstück steht.
Im Westen von diesem liegt ein Acker im Gewann Ob der Brück, ebenso im Norden am Unterhang des Ellbergs und jenseits eines schmalen angrenzenden Wiesenstücks im Osten im Gewann Hinter Erlen. Im Südwesten passiert es der Schwarzenbach in nur etwa 30 Metern Abstand vom Seeufer. Im Westen führt die K 5562 Böhringen–Dietingen nahe am See vorbei.
Der See ist im lokalen Messtischblatt von 1908 nicht eingetragen, das mit Flächenschraffur sehr viel größere Wiesenflächen als heute um die Stelle anzeigt.
Der angelegte See gehört dem Irslinger Angelverein. Gefangen werden Hechte, Regenbogenforellen, Zander, Flussbarsche, Groppen und andere Fischarten.

### LUBW
Amtliche Online-Gewässerkarte mit passendem Ausschnitt und den hier benutzten Layern: Erlensee und Umgebung

Allgemeiner Einstieg ohne Voreinstellungen und Layer: Daten- und Kartendienst der Landesanstalt für Umwelt Baden-Württemberg (LUBW) (Hinweise)
1. ↑  Höhe nach dem Höhenlinienbild auf dem Hintergrundlayer Topographische Karte.
2. ↑  Seefläche nach dem Layer Stehende Gewässer.
3. 1 2  Dimensionen abgemessen auf dem Hintergrundlayer Topographische Karte.

### Andere Belege
1. ↑  Friedrich Huttenlocher: Geographische Landesaufnahme: Die naturräumlichen Einheiten auf Blatt 178 Sigmaringen. Bundesanstalt für Landeskunde, Bad Godesberg 1959. → Online-Karte (PDF; 4,3 MB)
2. ↑  Geologie nach den Layern zu Geologische Karte 1:50.000 auf: Mapserver des Landesamtes für Geologie, Rohstoffe und Bergbau (LGRB) (Hinweise)
3. ↑  Meßtischblatt 7717 Oberndorf von 1908 in der Deutschen Fotothek
4. ↑  Besitzer nach Vereinsgewässer, Seite zum Erlensee auf der Website anglerfreunde-irslingen.de, abgefragt am 18. September 2021.